# Allidiostoma bosqui
Allidiostoma bosqui är en skalbaggsart som beskrevs av Gutierrez 1946. Allidiostoma bosqui ingår i släktet Allidiostoma och familjen Hybosoridae. Inga underarter finns listade i Catalogue of Life.